# Sulechówko
Sulechówko (deutsch Klein Soltikow) ist ein Dorf in der polnischen Woiwodschaft Westpommern und gehört zur Landgemeinde (gmina wiejska) Malechowo (Malchow) im Powiat Sławieński (Schlawe).

## Geografische Lage
Sulechówko liegt im Tal der Grabow (Fluss)Grabowa (Grabow), zwölf Kilometer südwestlich der Kreisstadt Sławno und sechs Kilometer von Malechowo entfernt. Das Dorf ist über die Landesstraße 6 Stettin–Danzig bei Niemica (Nemitz) über eine Verbindungsstraße nach Lejkowo (Leikow) – Polanów (Pollnow) zu erreichen. Die nächste Bahnstation ist das elt Kilometer entfernte Wiekowo (Alt Wieck) an der Bahnstrecke Gdańsk–Stargard.

## Ortsgliederung
Bis 1945 gehörten zu dem Gutsdorf Klein Soltikow die südlich gelegenen Ortschaften:
- Adolphium (heute polnisch: Witosław), ein Gutsvorwerk, das Hofmarschall Adolph von Schlieffen in der Mitte des 19. Jahrhunderts angelegt hat, und
- Neuwelt (Kukułczyn)

## Geschichte

Klein Soltikow südwestlich der Stadt Schlawe auf einer Landkarte von 1910

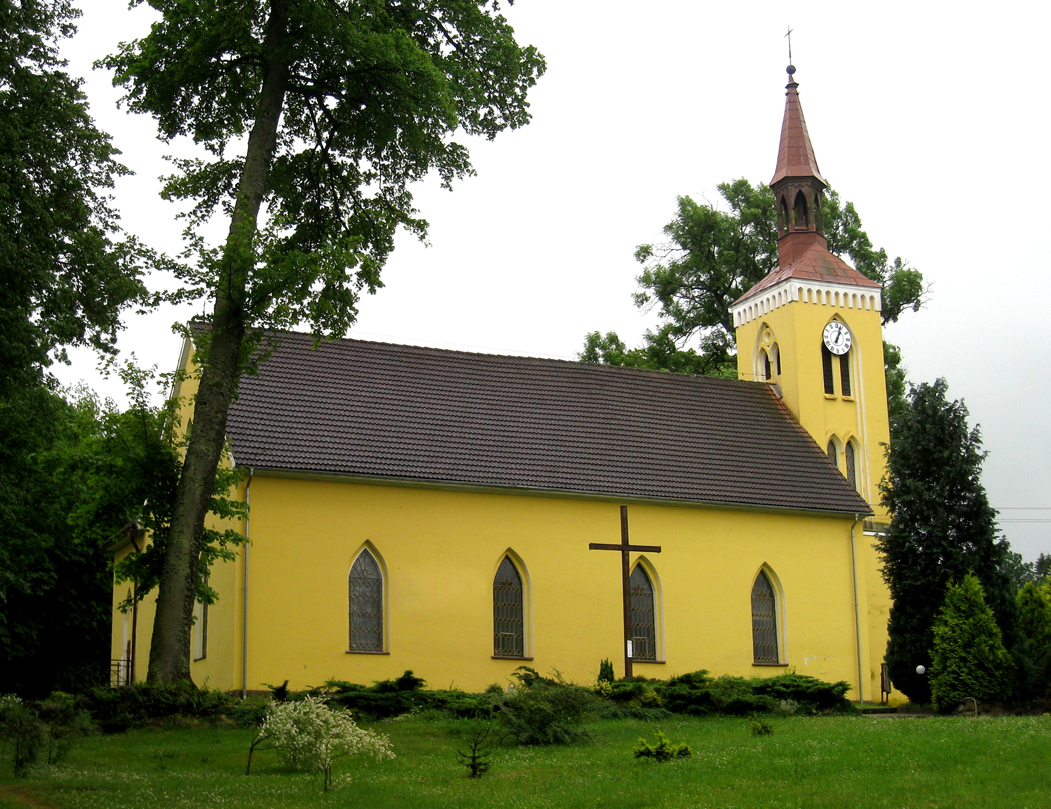
Pfarrkirche von Klein Soltikow

Anfang der 1930er Jahre waren Klein Soltikow und Groß Soltikow (heute polnisch: Sulechowo) zu einer Gemeinde mit der Bezeichnung Soltikow zusammengelegt worden. Die Familie von Schlieffen wird seit dem 15. Jahrhundert als Besitzerin des Gutes in Klein Soltikow genannt. Der letzte Eigentümer war seit 1939 Christian Heinrich von Schlieffen, der 1941 fiel. Der letzte Gutsverwalter und Bürgermeister war Leo Karl Raasch.
Im Jahre 1818 lebten in Klein Soltikow 176 Einwohner. Die Zahl stieg 1885 auf 256 und betrug 1925 sogar 325. Im Jahre 1933 leben in der vereinigten Gemeinde Soltikow 712 Menschen. Die Feldmark umfasste 1.547 Hektar, wovon allein 766 Hektar auf das Gut entfielen.
Bis 1945 bildete die Gemeinde Soltikow (mit Groß- und Klein Soltikow) und die Gemeinden Kuhtz (Kusice), Leikow (Lejkowo) und Nemitz (Niemica) den Amtsbezirk Soltikow im Landkreis Schlawe i. Pom. im Regierungsbezirk Köslin der preußischen Provinz Pommern. Diese Gemeinden und zusätzlich Söllnitz (Zielenica) waren außerdem zum Standesamtsbezirk Soltikow vereinigt.
Infolge des Zweiten Weltkrieges wurde die deutsche Bevölkerung aus Klein Soltikow ausgesiedelt, die letzten Bewohner verließen 1957 ihre Heimat. Das Gut wurde zunächst von Russen, dann von Polen mit deutscher Belegschaft weiterbetrieben.
Heute ist das 216 Einwohner zählende Sulechówko ein Teil der Gmina Malechowo im Powiat Sławieński der Woiwodschaft Westpommern (bis 1998 Woiwodschaft Köslin).

## Kirche

### Kirchspiel/Parafia
Die Einwohner von Klein Soltikow gehörten bis 1945 fast ausnahmslos zur evangelischen Kirche. Die Orte Adolphium (heute polnisch: Witosław), Groß Soltikow (Sulechowo), Klein Soltikow, Leikow (Lejkowo) (zeitweise durch ein Pfarrvikariat mit Zirchow (Sierakowo Sławieński) verbunden), Limbrechtshof (Darskowo) und Neuwelt (Kukułczyn) bildeten zusammen die Kirchengemeinde Klein Soltikow, zu der im Jahre 1940 zusammen 1409 Kirchenglieder gehörten. Die Kirchengemeinde Klein Soltikow war ihrerseits eine Filialgemeinde des Kirchspiels Nemitz (Niemica) und lag im Bezirk des Kirchenkreises Rügenwalde (Darłowo) der Kirchenprovinz Pommern der Kirche der Altpreußischen Union. Der letzte deutsche Geistliche, der von Nemitz aus das Kirchspiel betreute, war Pfarrer Martin Voßberg.
Die kirchliche Verwaltungsstruktur änderte sich nach 1945, als der Ort in die Römisch-katholische Kirche in Polen integriert wurde. Seit 1959 ist die vormalige Filialkirche Klein Soltikow nämlich Sitz der Parafina (Parochie) Sulechówko, in die die frühere Pfarrkirche Nemitz (Niemica) nunmehr als Filialkirche, ergänzt um die Filialkirche Sierakowo Sławieńskie (Zirchow) eingegliedert wurde. Zur jetzigen katholischen Parafina Sulechówko gehören 20 Ortschaften mit insgesamt 2.533 Gemeindemitgliedern.
Die evangelischen Kirchenglieder werden heute vom Pfarramt in Koszalin (Köslin) in der Diözese Pommern-Großpolen der polnischen Evangelisch-Augsburgischen (d. h. lutherischen) Kirche betreut.

### Dorf-/Pfarr-Kirche
Die bis 1945 evangelische Dorfkirche in Klein Soltikow ist ein im neugotischen Stil errichtetes Gebäude aus dem Jahre 1836. Das Kirchenpatronat oblag damals der Gutsbesitzerfamilie, deren Angehörige bis zur Anlage eines Familienfriedhofs durch Johann Adolph Heinrich von Schlieffen unter der Kirche beigesetzt wurden.
Zu Beginn des 20. Jahrhunderts wurde das Gotteshaus umfangreich saniert.
Heute heißt die katholische Pfarrkirche „St.-Andreas-Bobola-Kirche“ und wurde 1981 einer Restaurierung unterzogen.

### Pfarrer seit 1958
Die evangelischen Pfarrer, die bis 1945 das Kirchspiel betreuten, lebten in Nemitz (Niemica). Seit dem Wechsel des Pfarrsitzes nach Sulechówko lebten hier als katholische Geistliche:
1. Bolesław Smolira, 1958 – 1961
2. Zygmunt Malicki, 1961 – 1968
3. Jan Betleja, 1968 – 1975
4. Joźef Piszczan, 1975 – 2002
5. Joźef Bagniewski, 2002 – heute

## Schule
Die Kinder von Klein Soltikow und Adolphium besuchten bis 1945 die Schule in Groß Soltikow (Sulechowo).